# Pokémon Jet

Dos Pokémon Jet d'All Nippon Airways

Els Pokémon Jet (ポケモンジェット, Pokemon jetto) són avions operats per l'aerolínia japonesa All Nippon Airways amb dibuixos promocionals de Pokémon tant a l'exterior com a l'interior. Després del llançament de Pokémon el 1996 i la posterior «Pokémania», All Nippon Airways va presentar els primers Pokémon Jet l'1 de juliol del 1998, coincidint amb la sortida de Pokémon: The First Movie. Segons Nippon Airways, el nombre de passatgers de l'aerolínia ha pujat gràcies als Pokémon Jets.